# FCGR3A
FCGR3A (англ. Low affinity immunoglobulin gamma Fc region receptor III-A; CD16A) — мембранный белок, продукт гена человека FCGR3A. 

## Функции
Рецептор для Fc-домена иммуноглобулинов G (IgG). Связывает комплексованными и аггрегированные, а также мономерный IgG. Опосредует антитело-зависимую клеточную цитотоксичность и другие антитело-зависимые ответы, такие как фагоцитоз.

## Структура
FCGR3A состоит из 254 аминокислот, молекулярная масса белковой части 29 089 Да. Содережит два иммуноглобилин-подобных домена типа C2.